# Jan Andrzej Buzek
Jan Andrzej Buzek (ur. 9 sierpnia 1904 w Dąbrowie, zm. 3 listopada 1977 w Montrealu) – polski prawnik i urzędnik służby zagranicznej.
Urodził się w Dąbrowie na Śląsku Cieszyńskim. Jego rodzicami byli Jan Buzek, lekarz i działacz społeczny, oraz Anna z domu Michejda. W 1922 ukończył Polskie Gimnazjum imienia Juliusza Słowackiego w Orłowej, w 1926 Wydział Prawa Uniwersytetu Jagiellońskiego, a w 1927 studia uzupełniające (filologia francuska). Po studiach zaczął pracować w polskiej służbie zagranicznej, w której pełnił funkcje: urzędnika konsulatu w Morawskiej Ostrawie w Czechosłowacji (1927–1929), urzędnika konsulatu w Pradze w Czechosłowacji (1930–1933), pracownika Ministerstwa Spraw Zagranicznych (1934), attaché w konsulacie w Czerniowcach w Rumunii (1935), attaché w konsulacie w Bukareszcie w Rumunii (1935), agenta konsularnego z tytułem wicekonsula w Klużu w Rumunii (1935–1937), attaché poselstwa w Poselstwie RP w Bukareszcie (1937–1938). Po powrocie z Rumunii w 1938 otrzymał pracę w administracji huty w Trzyńcu. W 1940 powrócił do dyplomacji, działając na Bliskim Wschodzie. Był m.in. pierwszym sekretarzem w Ambasadzie RP w Teheranie w Iranie. Po II wojnie światowej mieszkał w Bejrucie w Libanie. Razem z żoną, w czerwcu 1948 na pokładzie statku MS Batory, wyemigrował przez Stany Zjednoczone do Kanady. Od 1953 był pracownikiem Redakcji Polskiej Radia Kanada.
Jego żoną była Anna z domu Unucka. Zmarł w Montrealu i został pochowany w grobie rodzinnym w Bystrzycy nad Olzą.